# Francesco Celeste
Francesco Daniel Celeste (Vicente López, 3 maggio 1994) è un calciatore argentino, centrocampista del Miami FC.

## Biografia
Nato a Vicente López in Argentina, la sua famiglia ha origini siciliane (precisamente di Canicattini Bagni).

## Caratteristiche tecniche
Alto 170 centimetri, di ruolo esterno d'attacco, Celeste è un giocatore tecnico, che può giocare su entrambe le fasce. Agile, rapido e con buona progressione, tra le sue capacità vi è il saltare l'uomo cercando la profondità. La sua giocata classica prevede il cross dal fondo.

## Carriera
Celeste fin da giovanissimo attira su di sé l'interesse di diversi club di prestigio, che individuano in lui un buon potenziale su cui investire. Così nel 2008, all'età di 14 anni, viene contattato prima dall'Atlético Madrid e, tre anni dopo, nel 2011, dal Manchester City, che sondano il terreno per un eventuale acquisto del cartellino, ma sfortunatamente per il ragazzo non se ne fece nulla. Soprannominato fafi, svolge tutta la trafila nel settore giovanile del Boca Juniors, società della Primera División argentina, dove rimarrà fino al 2015. Successivamente viene ceduto in prestito, sempre nel 2015, al Freamunde, nella seconda divisione portoghese, dove totalizza 39 presenze e due gol, e l'anno successivo al Quilmes, nella prima divisione argentina, dove totalizza appena sei presenze in campionato.
Il 28 agosto 2018, viene ufficializzato come nuovo acquisto del Siracusa, militante in Serie C. Il 20 dicembre rescinde consensualmente il contratto con la formazione aretusea, viste le scarse prestazioni ottenute sul campo.